# 조잔케이 온천

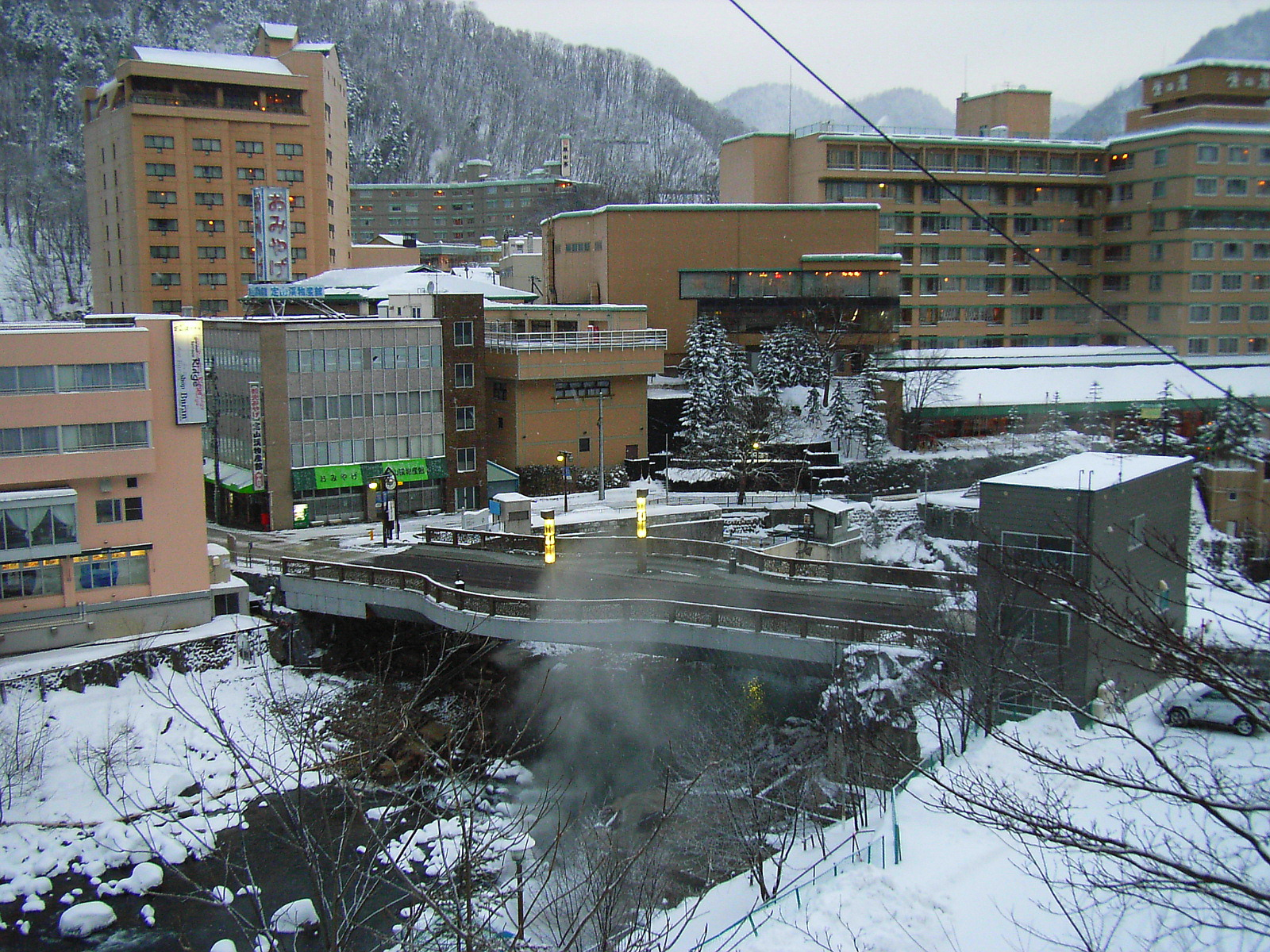
온천가의 도요히라강에 있는 쓰키미교

조잔케이 온천(定山渓温泉 조잔케이 온센[*])은 일본 홋카이도 삿포로시 미나미구에 있는 온천이다. 온천가는 도요히라강과 시라이강에 깎여서 만들어진 하안과 국도 230호를 따라 있어, 약간의 평지에 시가지를 형성하고 있다.